# Medaille van Genade "Virtute et Exemplo"
De Medaille van Genade "Virtute et Exemplo" (Duits: Gnadenmedaille Virtute et Exemplo) was een Oostenrijkse onderscheiding. De medaille werd in 1764 ingesteld door keizer Frans I Stefan van het Heilige Roomse Rijk. De onderscheidingen van de periode van het absolutisme werden aan de heerser verbonden, niet aan een land en deze onderscheiding was bestemd voor het persoonlijk gebruik van Frans I Stephanus. Hij was keizer van Duitsland, zijn echtgenote Maria Theresia van Oostenrijk was keizerin, koningin van Hongarije en erfddochter van de uitgestreke Habsburgse kroonlanden en territoria.
De medaille werd voor moed, verdienste en bijzondere prestaties toegekend. Binnen het systeem van de Oostenrijkse onderscheidingen behoorde de medaille tot de Medailles van Genade.
De medaille van Frans I Stephanus uit 1745 was rond met een diameter van 45 millimeter en droeg op de voorzijde het naar rechts gewende portret van de vorst. Op de keerzijde staat onder het randschrift "DEO ET IMPERIO" een alziend oog met stralen en daaronder een zuil met de regalia van het Heilige Roomse Rijk van de Duitse Natie, waaronder de zogenaamde kroon van Karel de Grote, een kruis, een zwaard, een scepter en een rijksappel. De medaille werd door de stempelsnijder M. Donner gesigneerd en werd als legpenning uitgereikt.
De medaille werd door zijn zoon en opvolger Jozef II in verschillende uitvoeringen verleend.
De Kleine Zilveren Medaille van Jozef II was rond en van zilver met een diameter van 39,6 millimeter. De medaille werd aan een rood lint in het knoopsgat van een geklede jas of aan een lint om de hals gedragen. Op de voorzijde is Jozef II afgebeeld met het rondschrift "JOSEPHUS II AUGUSTUS’". De voorzijde draagt in kleine letters de naam "I•N•WIRT" van de medailleur of stempelsnijder Johann Nepomuk Wirt (1763-1810).
Op de keerzijde staat een in wolken gehulde globe afgebeeld met daarboven symbolen van de verlichting; we zien een troffel, een zwaard, eikenkrans en lauwerkrans, en het alziend oog in een stralenkrans.
Het goud van de Genademedailles werd in 1850 gebruikt om de kruisen van de Frans Jozef-orde te kunnen smeden.